# Division 1 i fotboll för damer 2000
Division 1 i fotboll för damer 2000 bestod av tre serier med vardera 10 lag i varje. Den södra serien inleddes den 21 april, medan både den norra och mellersta inleddes den 24 april, alla tre serierna avslutades den 23 september 2000. Lagen från samma serie möttes två gånger, en hemma och en borta, vilket gav totalt 18 matcher där en seger gav tre poäng, oavgjort en poäng och förlust noll poäng. De tre seriesegrarna, Sunnanå SK i Div 1 Norra, Mallbackens IF i Div 1 Mellersta och Holmalunds IF i Div 1 Södra, kvalificerade sig för Damallsvenskan 2001, medan de tre sista i varje serie flyttades ner till division 2.
Nya lag i Division 1 2000 var Ornäs BK, Sunnanå SK och Tyresö FF som alla åkte ur Damallsvenskan 1999 samt AIK, Gånghesters SK, Morön BK, Nättraby GoIF, QBIK, Rågsveds IF, Själevads IK, Stattena IF och IK Zenith som vann varsin Division 2-serie under 1999.
Sörböle FF var kvalificerade att spela i Div 1 under säsongen, men drog sig ur och ersattes av den bästa tvåan (Husie IF) från Div 2 från säsongen innan.

## Serier

### Norra
| Nr | Lag             | S  | V  | O | F  | GM | IM | MS  | P  |
| -- | --------------- | -- | -- | - | -- | -- | -- | --- | -- |
| 1  | Sunnanå SK      | 18 | 17 | 0 | 1  | 59 | 10 | +49 | 51 |
| 2  | Rågsveds IF     | 18 | 11 | 3 | 4  | 51 | 16 | +35 | 36 |
| 3  | Själevads IK    | 18 | 11 | 0 | 7  | 47 | 29 | +18 | 33 |
| 4  | AIK             | 18 | 10 | 1 | 7  | 36 | 23 | +13 | 31 |
| 5  | Morön BK        | 18 | 9  | 3 | 6  | 34 | 27 | +7  | 30 |
| 6  | Sundsvallds DFF | 18 | 7  | 3 | 8  | 44 | 46 | −2  | 24 |
| 7  | Bollstanäs SK   | 18 | 7  | 2 | 9  | 29 | 29 | 0   | 23 |
| 8  | Piteå IF        | 18 | 6  | 0 | 12 | 23 | 49 | −26 | 18 |
| 9  | Huddinge IF     | 18 | 4  | 0 | 14 | 21 | 45 | −24 | 12 |
| 10 | Tyresö FF       | 18 | 2  | 0 | 16 | 18 | 88 | −70 | 6  |

### Mellersta
| Nr | Lag             | S  | V  | O | F  | GM | IM | MS  | P  |
| -- | --------------- | -- | -- | - | -- | -- | -- | --- | -- |
| 1  | Mallbackens IF  | 18 | 15 | 1 | 2  | 55 | 9  | +46 | 46 |
| 2  | Karlslunds IF   | 18 | 14 | 2 | 2  | 61 | 11 | +50 | 44 |
| 3  | Gideonsbergs IF | 18 | 11 | 1 | 6  | 47 | 28 | +19 | 34 |
| 4  | IFK Skoghall    | 18 | 11 | 1 | 6  | 44 | 35 | +9  | 34 |
| 5  | Ornäs BK        | 18 | 10 | 3 | 5  | 53 | 30 | +23 | 33 |
| 6  | QBIK            | 18 | 9  | 1 | 8  | 43 | 31 | +12 | 28 |
| 7  | Dalhem IF       | 18 | 6  | 1 | 11 | 29 | 44 | −15 | 19 |
| 8  | Falköpings KIK  | 18 | 6  | 1 | 11 | 32 | 62 | −30 | 19 |
| 9  | Tranås FF       | 18 | 2  | 0 | 16 | 15 | 76 | −61 | 6  |
| 10 | Lotorps IF      | 18 | 0  | 1 | 17 | 12 | 65 | −53 | 1  |

### Södra
| Nr | Lag            | S  | V  | O | F  | GM | IM | MS  | P  |
| -- | -------------- | -- | -- | - | -- | -- | -- | --- | -- |
| 1  | Holmalunds IF  | 18 | 13 | 3 | 2  | 62 | 22 | +40 | 42 |
| 2  | Jitex BK       | 18 | 13 | 2 | 3  | 60 | 19 | +41 | 41 |
| 3  | Malmö DFF      | 18 | 12 | 4 | 2  | 46 | 23 | +23 | 40 |
| 4  | IK Zenith      | 18 | 11 | 4 | 3  | 58 | 25 | +33 | 37 |
| 5  | Stattena IF    | 18 | 9  | 4 | 5  | 50 | 25 | +25 | 31 |
| 6  | IF Trion       | 18 | 8  | 2 | 8  | 45 | 30 | +15 | 26 |
| 7  | Husie IF       | 18 | 6  | 1 | 11 | 35 | 51 | −16 | 19 |
| 8  | Mölnlycke IF   | 18 | 4  | 1 | 13 | 19 | 56 | −37 | 13 |
| 9  | Nättraby GoIF  | 18 | 2  | 1 | 15 | 11 | 72 | −61 | 7  |
| 10 | Gånghesters SK | 18 | 1  | 0 | 17 | 22 | 85 | −63 | 3  |